# Садлуґ
Садлуґ (пол. Sadłóg) — село в Польщі, у гміні Топулька Радзейовського повіту Куявсько-Поморського воєводства.
Населення — 125 осіб (2011).
У 1975-1998 роках село належало до Влоцлавського воєводства.

## Демографія
Демографічна структура станом на 31 березня 2011 року:
|          | Загалом | Допрацездатний вік | Працездатний вік | Постпрацездатний вік |
| -------- | ------- | ------------------ | ---------------- | -------------------- |
| Чоловіки | 68      | 19                 | 41               | 8                    |
| Жінки    | 57      | 9                  | 30               | 18                   |
| Разом    | 125     | 28                 | 71               | 26                   |